# Фаленберг Петро Іванович

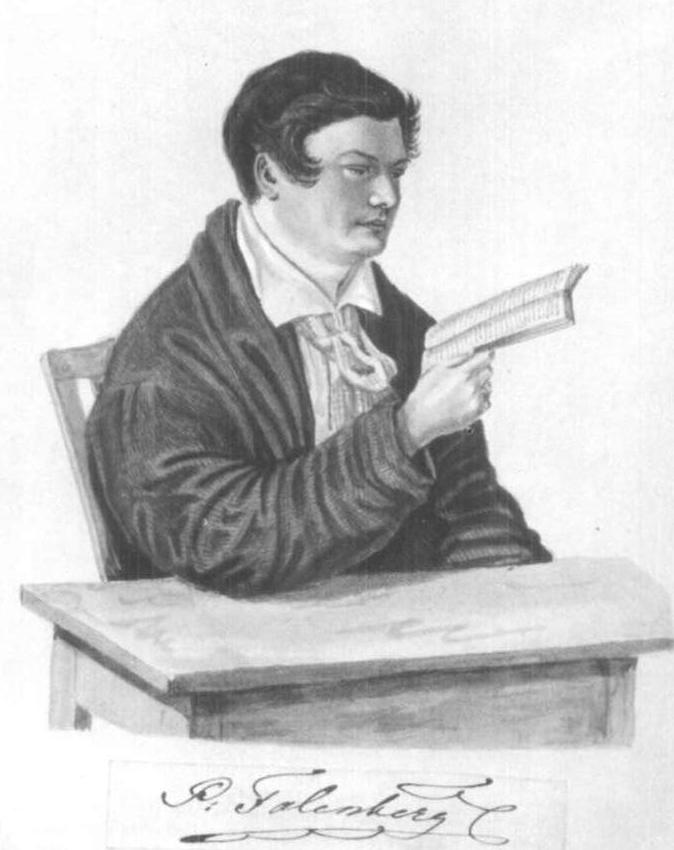
Фаленберг Петро Іванович, 1828 рік. Акварель Бестужева М. О. Автограф Фаленберга.

Фаленберг Петро Іванович (29 травня 1791, Рига — 13 лютого 1873, Бєлгород) — декабрист, підполковник квартирмейстерської частини. Мемуарист.

## Біографія
Народився в  Ризі. З  дворян містечка Дубровни Оршанського повіту  Могилевської губернії. Лютеранин. Батько —  саксонський уродженець, викликаний до  Росії князем  Потьомкіним для влаштування суконних фабрик. Виховувався до 1805 року вдома. З 1809 року в Царськосільському лісовому інституті, звідки випущений з чином 13 класу колонновожатих в свиту по квартирмейстерської частини 2 вересня 1811 року. Учасник  франко-російської війни 1812 року і  закордонних походів російської армии. З 13 квітня 1817 року по жовтень 1820 року знаходився на зйомці  Бессарабської області, після закінчення  зйомки призначений до Головної квартири 2-ї армії, призначений старшим ад'ютантом Головного штабу 2 армії — 12 червня 1821 року, підполковник — 2 квітня 1822 року.
Член  Південного товариства з 1822 року, прийнятий  О. П. Барятинським. Знав мету Південного товариства — введення республіканського правління і знищення рабства селян. Погоджувався на царевбивство. В  товаристві ніякої роботи не проводив і стосунків ні з ким, крім  Барятинського не підтримував.
Наказ про арешт — 5 січня 1826 року, заарештований у Тульчині і 15 січня відправлений з Тульчина до Петербурга. Доставлений на головну гауптвахту 22 січня 1826 року, 31 січня переведений у  Петропавловську фортецю.
Засуджений за IV розряду і по конфірмації 10 липня 1826 року засуджений до каторжних робіт на 12 років, термін скорочений до 8 років — 22 серпня 1826 року. Відправлений з Петропавлівської фортеці до Сибіру — 24 січня 1827 року. Покарання відбував у  Читинському острозі і  Петровському заводі. Після відбуття терміну каторги в 1832 році звернений на поселення в Троїцький солеварний завод, а потім у с. Шушенське Мінусинського округу Єнісейської губернії. У 1840 році безрезультатно клопотав про прийняття на цивільну службу. По маніфесту про амністію 26 серпня 1856 року відновлений в колишніх правах. Звільнено від нагляду 19 грудня 1858 року, дозволено виїхати до  Риги 9 лютого 1859 року, виїхав поперши туди, а потім оселився в с. Іванківцях Проскурівського повіту  Подільської губернії (управляв маєтками Куликівського). Помер у Бєлгороді, похований у  Харкові.
Мемуарист. Його "Записки декабриста " були опубліковані в журналах «Русский архив» і «Русская старина». Основний зміст записок Фаленберга становить розповідь про арешт і слідство.

## Нагороди
- Орден святої Анни 4 ступеня
- Орден святої Анни 2 ступеня
- Орден святого Володимира 4 ступеня
- Орден «Pour le Mérite» (Пруссія)